# Cayo Julio Quintiliano
Cayo Julio Quintiliano (en latín: Gaius Iulius Quintilianus) fue un político y senador del Imperio Romano a principios del siglo III.

## Carrera política
En 212-217 o 213-216 fue gobernador de la provincia de Mesia Inferior.